# Aranhas
Aranhas is een plaats (freguesia) in de Portugese gemeente Penamacor en telt 440 inwoners (2001).